# Pioch de Roumanis

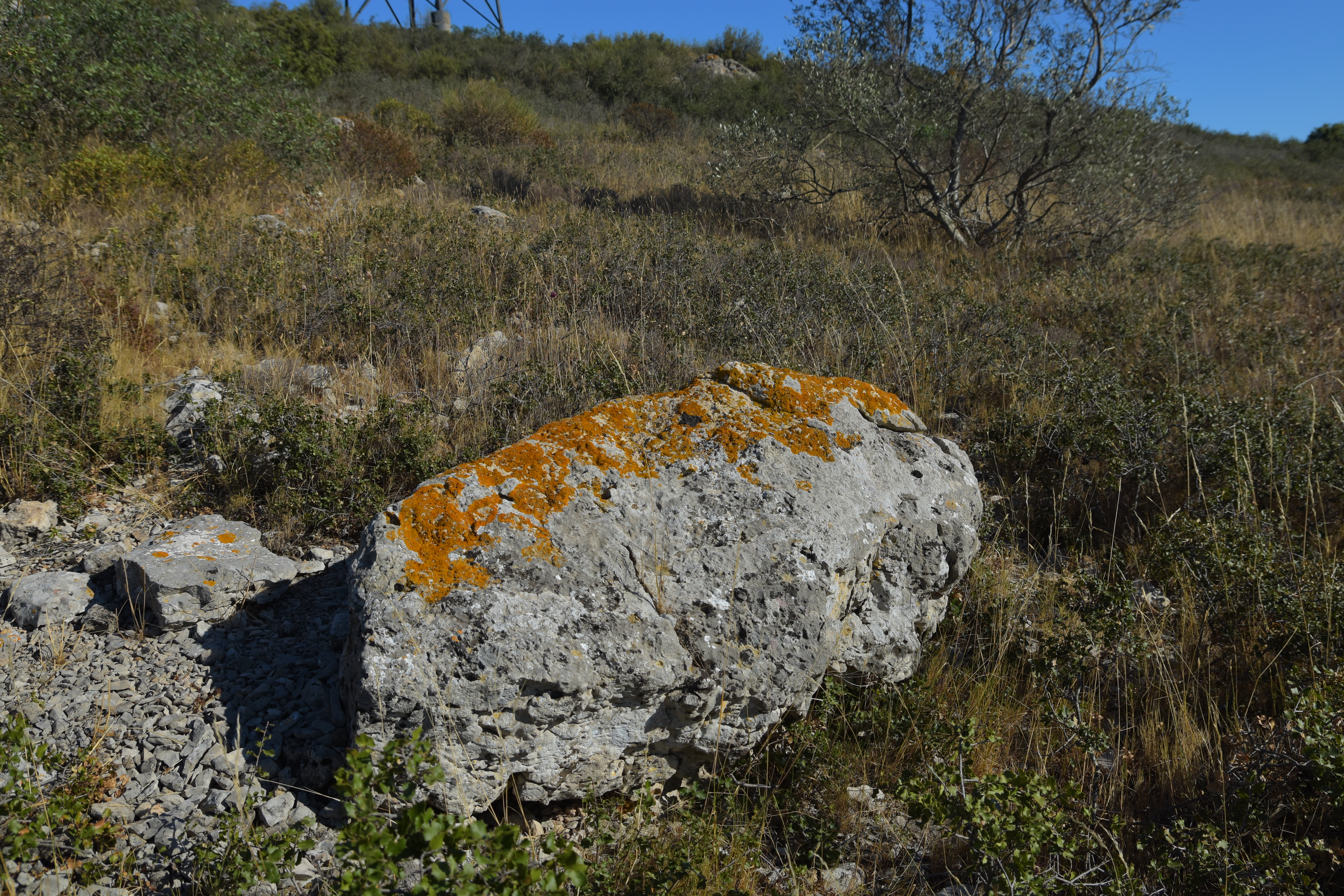
Menhir du Pioch de Roumanis

Der ovale Steinkreis Pioch de Roumanis (auch Pioch de Perdigalière – (französisch Cromlech du Pioch de Roumanis)  genannt) liegt mittelmeernah auf einem Hügel des Massif de la Gardiole östlich von Balaruc-les-Bains bei Montpellier im Süden des Département Hérault in Frankreich.
Der erstmals im 19. Jahrhundert beschriebene Steinkreis ist der südlichste im Herault und hat etwa 60,0 m größten Durchmesser. Die Steine sind 1,5–2,0 Meter breit und etwa 1,0 Meter hoch. Einige größere Steine stehen etwas geneigt. Andere liegen überwachsen am Boden.
In der Nähe liegt ein 2,5 m hoher Menhir am Boden. Etwa 2,0 km östlich, nördlich der Lagunenstadt Frontignan liegt der Dolmen de la Coste.